# Magnets
"Magnets" é uma canção do duo inglês de música eletrônica Disclosure que conta com os vocais da cantora neozelandesa Lorde. A canção foi inicialmente lançada em 23 de setembro de 2015 através das gravadoras PMR e Island como o terceiro single promocional de Caracal, segundo álbum de estúdio do duo. A faixa se tornou o single mais bem sucedido de Disclosure na Austrália e Nova Zelândia, chegando às posições 14 e 2, respectivamente. Nos Estados Unidos, "Magnets" tornou-se primeiro single do duo a impactar as estações de rádio alternative radio, atingindo uma posição de número 38 na tabela Rock Airplay, sendo oficialmente lançado para as rádios em 10 de novembro.
Disclosure e Lorde realizaram uma performance da canção no Saturday Night Live em 14 de novembro de 2015.

## Lista de faixas
- Download digital[4]

1. "Magnets" (Disclosure V.I.P.) – 6:16
2. "Magnets" (A-Trak Remix) – 4:20
3. "Magnets" (Loco Dice Remix) – 6:56
4. "Magnets" (Tiga Remix) – 4:34
5. "Magnets" (SG Lewis Remix) – 4:46
6. "Magnets" (Jon Hopkins Remix) – 6:55

## Desempenho comercial

### Posições
| Tabela musical (2015)                                     | Melhor posição |
| --------------------------------------------------------- | -------------- |
| Austrália (ARIA)                                          | 14             |
| Bélgica (Ultratip Bubbling Under de Flandres)             | 29             |
| Canadá (Canadian Hot 100)                                 | 58             |
| Escócia (Scottish Singles Chart)                          | 63             |
| Estados Unidos (Billboard Bubbling Under Hot 100 Singles) | 2              |
| Estados Unidos (Billboard Dance/Electronic Songs)         | 8              |
| Estados Unidos (Billboard Rock Airplay)                   | 27             |
| Estados Unidos (Billboard Dance Club Songs)               | 22             |
| França (SNEP)                                             | 87             |
| Irlanda (IRMA)                                            | 64             |
| Nova Zelândia (Recorded Music NZ)                         | 2              |
| Nova Zelândia (Billboard Digital Songs)                   | 1              |
| Países Baixos (Single Top 100)                            | 74             |
| Reino Unido (UK Singles Chart)                            | 71             |
| Reino Unido (UK Dance Chart)                              | 20             |
| República Checa (Singles Digitál Top 100)                 | 74             |

### Certificações
| Região               | Certificação |
| -------------------- | ------------ |
| Austrália (ARIA)     | Ouro         |
| Nova Zelândia (RMNZ) | Platina      |

## Histórico de lançamento

### Comosinglepromocional
| Região | Data                   | Formato          | Gravadora  |
| ------ | ---------------------- | ---------------- | ---------- |
| Mundo  | 23 de setembro de 2015 | Download digital | PMR Island |

### Comosingleoficial
| Região         | Data                   | Formato           | Gravadora       |
| -------------- | ---------------------- | ----------------- | --------------- |
| Estados Unidos | 10 de novembro de 2015 | Alternative radio | Capitol         |
| Estados Unidos | 24 de novembro de 2015 | Dance radio       | Capitol         |
| Itália         | 4 de dezembro de 2015  | Mainstream        | Universal Music |